# José Galán Hernández
José Galán Hernández (Tacoronte, 5 de abril de 1893-Santa Cruz de Tenerife, 6 de octubre de 1936) fue un poeta, periodista y   maestro nacional español, sargento de Artillería, alcalde de Fasnia, fundador de la Agrupación Socialista (PSOE) de Güímar y secretario de la Federación de Trabajadores de la  Enseñanza (UGT).

## Biografía
Nació en la calle La Estopa de Tacoronte, junto a la Plaza de la Iglesia, el 5 de abril de 1893, a las once de la mañana, siendo hijo de don José Galán López y de doña Raquel Hernández. Cinco días después fue bautizado en la iglesia de Santa Catalina Mártir por el cura párroco propio don Damián Martín Hernández; se le puso por nombre “José Joaquín” y actuó como padrino don Sebastián López Trujillo, soltero y vecino de la calle del Calvario, siendo testigos don Ildefonso Díaz y don Antonio Castro, monaguillos de dicha parroquia.
Tenía seis hermanos, tres varones (César, Héctor e Isaac) y tres hermanas (Adelina, Obdulia y Sara). Vivieron en La Casona de Tacoronte, en los aledaños de la iglesia de Santa Catalina, en cuya primera planta tenía su sede el Juzgado del municipio, en el que su padre ejerció como secretario.

### Sargento de Artillería
Perteneciente al reemplazo de 1914, sirvió en la Comandancia de Artillería de Tenerife, en la que alcanzó el empleo de cabo. Luego, el 30 de julio de 1916, el jefe de la Comandancia de Artillería elevó al general subinspector del Grupo Occidental la propuesta de ascenso a sargento, para cubrir la vacante dejada por el ascenso a brigada de don Carlos Delgado Benítez: “a favor del Cabo D. José Galán Hernández, acompañado de los documentos prevenidos, por si se digna prestarle su superior aprobación”. Se le concedió dicho ascenso “por tener el interesado el nº 1 para ascender en las últimas actas de exámenes⁷ y venir acompañado de la correspondiente autorización de la Sección de Artillería del Ministerio de la Guerra”, con efectividad del 1 de julio de 1916.
Por entonces, en noviembre de 1915, fue designado interventor electoral por Tacoronte, para la elección de consejeros del Cabildo por  el distrito de La Laguna.
El 17 de octubre de 1917 elevó otra instancia al general subinspector del Grupo Occidental de las islas, en súplica de  que se le concediese la continuación en filas, “por cumplirse el 15 de enero del año próximo los tres años de servicio activo”, con los beneficios que la Ley le concedía. Y el 17 de noviembre inmediato se aprobó por el general subinspector la continuación en filas que solicitaba, durante el primer periodo de reenganche, a partir del 15  de enero de 1918.
El 10 de julio de dicho año 1918 se le expidió un pase  para Tacoronte, en uso de dos meses de licencia por enfermo, que comenzó a disfrutar el 18 de dicho mes, reincorporándose a su destino en las Tropas de Artillería de la Comandancia de Tenerife el 16 de septiembre. El 16 de diciembre de ese mismo año se tramitó una instancia elevada al Rey por este sargento de la Comandancia de Tenerife, en suplica de que se le concediese tomar parte en la convocatoria para formar escala de aspirantes a ingreso en el Cuerpo Auxiliar de Oficinas Militares, anunciada por R.O. de 9 del pasado noviembre; el 1 de enero de 1919 se le expidió pasaporte para pasar a Madrid, con objeto de sufrir examen de ingreso en el citado cuerpo, haciendo el viaje por cuenta del Estado; el día 4 de dicho mes efectuó el viaje; y el 16 de febrero inmediato se reincorporó a su Comandancia. Por R.O. de 25 de enero de 1919 se le desestimó su instancia, en súplica de que se le concediese de nuevo tomar parte en la convocatoria para formar una escala de cien aspirantes a ingreso en el Cuerpo auxiliar de Oficinas Militares.
El 30 de mayo de 1919 se le expidió un pase para que pudiese pernoctar fuera del Cuartel, cuando el servicio no se lo impidiese. En agosto de 1920 prestaba sus servicios como secretario eventual de Plaza en el Juzgado de la misma. El 15 de octubre de ese mismo año se tramitó la instancia que elevaba al capitán general, en súplica de que se le concediese la rescisión del compromiso de reenganche que servía. El 30 de dicho mes, de acuerdo con una instancia suya que se había tramitado el día 18, el capitán general de Canarias le concedió a este sargento de la Comandancia de Artillería de esta Plaza, “la rescisión del actual compromiso, que contrajo el 15 de enero de 1918”. Y el 1 de noviembre inmediato fue licenciado, por pase a la segunda situación de servicio activo.

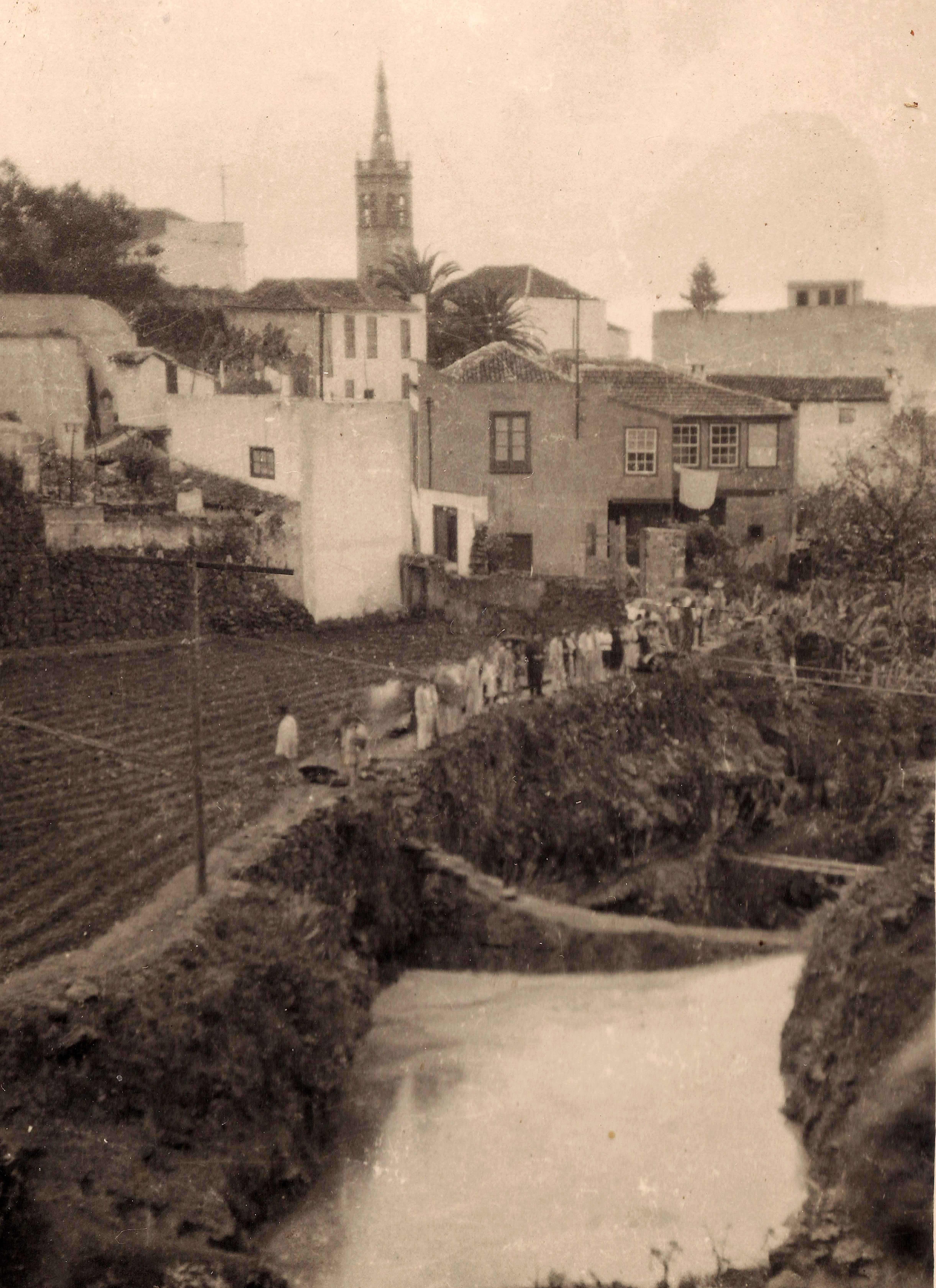
Vista del casco de Realejo Alto y la parroquia de Santiago Apóstol en el pasado.

### Maestro en Tacoronte y Realejo Alto
Tras obtener el título de maestro de Primera Enseñanza, José impartió clases en el ex-convento agustino de Tacoronte. Simultáneamente, desde comienzos de 1918 presentó una instancia en la Sección Administrativa de Santa Cruz de Tenerife, con el fin de tomar parte en las primeras oposiciones al Magisterio nacional que se convocasen. Y en noviembre de 1922 daba clases de adultos. A comienzos del año 1923, tomó posesión como maestro interino del Realejo Alto (Los Realejos). En ese mismo año figuró entre los fundadores de la Asociación del Magisterio Primario y formó parte de  un tribunal del Concurso Escolar-Normalista. En este destino conoció a doña Remedios Pérez Hernández, con la que contrajo matrimonio en la parroquia de Santiago Apóstol del Realejo Alto el jueves 12 de julio de 1923, a los 30 años de edad.

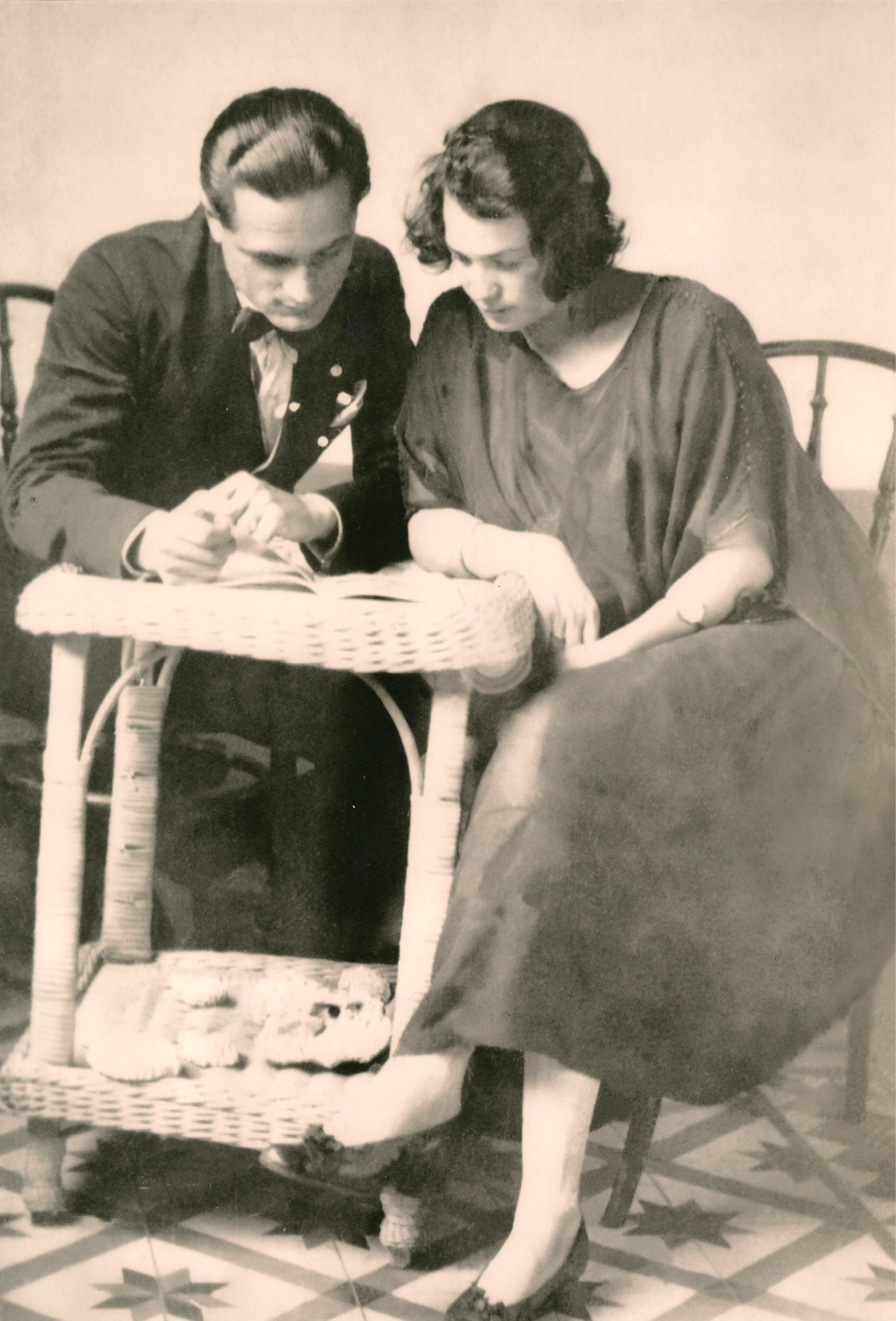
Fotografía de José Galán y su esposa Remedios Pérez

Tras la boda se establecieron en la vivienda número 5 de la calle del Medio Arriba de dicha localidad. Frutos de esta unión fueron siete hijos: don José, don Tinerfe, don Pablo, don Arístides, don Añaterve, doña Mirella y doña Libertad Galán Pérez. De ellos sobreviven dos: doña Libertad y don Arístides.
El 28 de septiembre de ese mismo año 1923, don José se presentó a las oposiciones celebradas en el salón de actos de la Sección Universitaria de La Laguna para su ingreso en el Magisterio Nacional Primario, que superó con éxito.
A comienzos de diciembre de 1924 fue elegido secretario del consejo de administración de la nueva sociedad de explotación de aguas de Tacoronte, denominada “Fuente de las Acacias”, cargo en el que continuaba en diciembre de 1925.
En ese mismo año 1925 pasó a la escuela pública de Los Naranjeros, en su Tacoronte natal. Y, tal como publicó el 30 de abril la revista Eco del Magisterio Canario: “Por la Superioridad se dispone que el Ayuntamiento de la ciudad de Tacoronte, facilite casa en condiciones al Maestro nacional del barrio de loa Naranjeros, don José Galán  Hernández”.
En mayo de 1926 fue nombrado maestro interino de Tijoco (Adeje) por la Sección Administrativa de primera enseñanza de Santa Cruz de Tenerife. En ese mismo mes, el tribunal le asignó con el n.º 10 para obtener una de las 11 plazas convocadas, con 181,57 puntos. Finalmente, el 14 de abril de 1927, la Gaceta de Madrid dio a conocer la lista de opositores aprobados, entre los que figuraba el Sr. Galán Hernández. Como “opositor aprobado en expectación de destino”, en ese mismo mes fue nombrado maestro sustituto provisional e interino de la escuela nacional de niños número 2 del Puerto de la Cruz.
Como curiosidad, el 19 de junio de dicho año 1927 participó en una fiesta de arte celebrada en Los Silos, en la que interpretó el diálogo en verso “Mariquilla”, del poeta Juan Pérez Delgado (“Nijota”).

### Maestro y alcalde de Fasnia
Luego, don José fue destinado como propietario definitivo, “por el quinto turno”, a la escuela de La Zarza, en Fasnia, donde ejerció durante dos cursos, del 16 se septiembre de 1927 al 8 de abril de 1929. En ese período fue designado alcalde del municipio de Fasnia, cargo del que tomó posesión el 8 de marzo de 1928 por orden del gobernador civil, aunque sólo permaneció cuatro meses en este cargo. El 15 de dicho mes, el periódico Eco del Magisterio Canario se hacía eco de su nombramiento, con el titular “Los compañeros. Otro Maestro, Alcalde”:
Un nuevo compañero, ha sido designado para ostentar la primen autoridad de un pueblo.
Don José Galán Hernández, el culto maestro de la Zarza y distinguido periodista, ha sido nombrado alcalde de Fasnia.
Al felicitar al compañero, nos felicitamos a nosotros mismos, a la clase en general; pues estos nombramientos son una demostración de que el Magisterio Nacional se dignifica rápidamente, y que los pueblos y las Autoridades Superiores, se van dando cuenta de que los maestros, son por su cargo y por sus conocimientos, de las primeras figuras populares.
Sabe el distinguido compañero, que cuenta en esta redacción con mucho aprecio y apoyo incondicional.
Continuó en la Alcaldía hasta el 19 de julio de ese mismo año, en que se le aceptó su renuncia por la máxima autoridad provincial, aunque continuó como concejal hasta mediados de 1929, en que por concurso de traslado pasó al vecino municipio de Güímar.
Mientras ejercía en Fasnia, el 26 de diciembre de 1927 participó en la “Fiesta del Madrigal”, celebrada en el Ateneo de La Laguna con motivo del 23º aniversario de su fundación. El 15 de abril de 1928 intervino con una poesía en la velada literario-musical que se celebró en el teatro-cine de Güímar, a beneficio de la parroquia de dicha villa. A comienzos de mayo inmediato, se constituyó en Santa Cruz de Tenerife la Asociación del Magisterio Nacional de la Provincia de Santa Cruz de Tenerife, que agrupaba 100 maestros y entre cuyos fundadores figuró don José Galán, que fue elegido primer vocal de la misma.
El 19 de junio de ese mismo año participó como poeta en la velada celebrada en el Ateneo de La Laguna, para conmemorar el cuarto Centenario del nacimiento de Fray Luis de León, siendo muy aplaudido. El 28 de agosto intervino en el espectáculo artístico celebrado en el teatro Leal de La Laguna, a beneficio del Asilo de Ancianos, con la puesta en escena del diálogo de costumbres tinerfeñas “Mariquilla”, original del poeta Nijota y que ya  había representado con anterioridad, que fue interpretado por él y por Pilar Machado.
El 5 de septiembre inmediato, también en el Ateneo lagunero, impartió la conferencia “Cultura estética: “el arte en la escuela”, en el curso de conferencias pedagógicas organizado por la citada Asociación del Magisterio.
El 10 de marzo de 1929 organizó en Fasnia una brillante Fiesta del Árbol, en la que participaron todas las personalidades locales y en la que el Sr. Galán, “alma del festival y uno
de los más entusiastas defensores del arbolado del Magisterio canario”, pronunció un discurso que fue reproducido íntegramente en ese mismo mes en la revista El Campo, que destacaba: “El maestro nacional, culto colaborador de Gaceta de Tenerife, señor Galán Hernández, ocupó la tribuna y dirigió la palabra al numeroso público que se había congregado, explicando con frases elocuentísimas la importancia educativa de la Fiesta, haciendo un inspiradísimo canto al arbolado y haciendo demostración de sus dotes de cultura y oratoria. / Al finalizar el señor Galán su interesante discurso, fue ovacionado y felicitado calurosamente por el auditorio”. En el mismo número de dicha revista se publicó: “«La Balada de la niña y el limonero», la inspirada y bella composición poética del Sr. Galán Hernández, que leyó en el ya repetido acto la niña América Hernández, y que debieran leer muchas niñas y niños, y ¡muchos grandes!, que la enseñanza que encierra es de las que encajan en los cerebros de todas las edades...”. La reseña del acto también se dio a conocer en Gaceta de Tenerife el 20 de dicho mes y el discurso de Galán el 2 de abril inmediato, en el mismo periódico.

### Su estancia en Güímar
El 9 de abril de 1929 don José Galán tomó posesión de la escuela elemental de niños n.º 1 de Güímar, de lo que el 18 de dicho mes se hizo eco el corresponsal de Gaceta de Tenerife en dicha villa (2), quien lo consideraba un “culto maestro nacional”, del que destacaba su labor docente y política en Fasnia, de donde venía:
Ya ha tomado posesión de su cargo de director de la escuela número 1 de esta villa de Güimar, el culto maestro nacional e inspirado vate tinerfeño don José Galán Hernández.
En su último cargo de maestro de Fasnia –de cuyo pueblo mereció ser nombrado alcalde, y donde desarrolló una celosa y activa labor municipal–, el señor Galán Hernández se acreditó, una vez más, de muy inteligente profesional de la Enseñanza, para la que siente una vocación tan grande como alentada por los más fructíferos entusiasmos de juventud.
Su marcha de Fasnia se sintió muchísimo en dicho pueblo, por las generales simpatías y por los sinceros afectos que se conquistó allí como educador de la niñez y como administrador del pueblo desde la Alcaldía.
Llega, pues, a Güimar el señor Galán Hernández rodeado de los mayores prestigios profesionales, sociales e intelectuales, hartamente de manifiesto en el celo que siempre pone en el desempeño de su cometido escolar y en sus brillantes intervenciones en los más escogidos actos literarios que en nuestra isla se celebran.
También en esta villa ha sido cariñosamente acogido el nuevo director de la escuela número 1, donde mucho se espera de su misión profesional y de sus iniciativas y colaboraciones en todo lo que tienda a darle a Güimar una más cada día destacante fisonomía de pueblo culto y emprendedor.
Haciéndome intérprete del sentir general de nuestro pueblo, me complazco en dar la más afectuosa bienvenida al señor Galán Hernández, el que muy pronto, con sus hechos, será un güimarero de corazón un amigo leal de esta villa, dispuesto a honrarla y a servirla incondicionalmente como maestro y como elemento muy distinguido de la intelectualidad tinerfeña.
El 23 de junio de 1929 se celebró una función artística en el Teatro-Cine de Güímar, a beneficio de una persona necesitada de la localidad, organizada por nuestro biografiado, quien leyó en ella unas poesías y estrenó su “boceto de comedia infantil, en un acto y en verso”, titulado “Almas de niños”.
Como curiosidad, pasó la temporada de verano de ese año en La Laguna, con su familia, donde en 1930 nació uno de sus hijos. El 29 de septiembre de dicho año 1929 intervino en una velada literario-musical celebrada en Guía de Isora, con motivo de sus Fiestas Patronales. El 20 de diciembre de este mismo año publicó en Gaceta de Tenerife el soneto “Bodegón en El Puertito”.
El 29 de agosto de 1930 participó con otros poetas tinerfeños en la prestigiosa “Fiesta del Valle”, celebrada en Arafo con motivo de sus Fiestas Patronales.

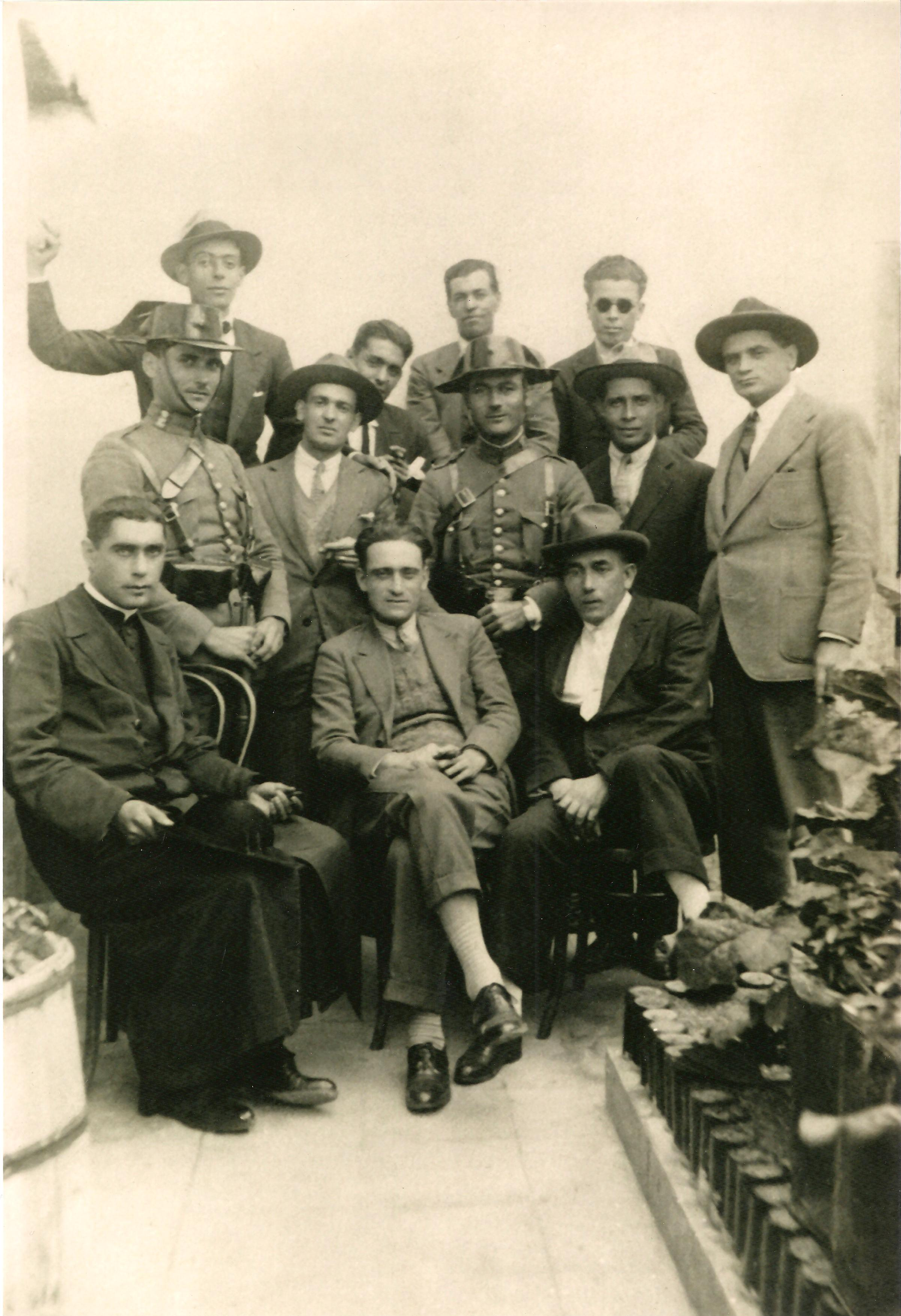
José Galán, a la dcha. con sombrero. A la izq., don Domingo Pérez Cáceres, entre otros.

El 6 de septiembre inmediato leyó unas composiciones poéticas en la velada sacro-literaria celebrada en el Teatro Leal de La Laguna, con motivo de las Fiestas del Cristo.
El 25 de abril de 1931 participó en la Fiesta de la Primavera, celebrada en Güímar con motivo de la festividad del Cristo de Limpias.
En enero de 1932 impartió una conferencia en la Escuela Normal de San Cristóbal de La Laguna, dentro de un ciclo organizado por la Asociación de Estudiantes Normalistas.
Y en noviembre de 1932 se le ascendió por orden ministerial y “corrida de escalas”, pasando a cobrar un sueldo de 4.000 pesetas.
Durante su permanencia en Güímar, el Sr. Galán también actuó como presidente del Consejo Local de 1ª Enseñanza. A través de éste, promovió la creación de las escuelas graduadas, tal como defendió el 31 de marzo de 1933 en La Prensa, en un artículo titulado “Cada uno lo suyo”, en el que se quejaba de que el Ayuntamiento se atribuía la creación de las escuelas graduadas en proyecto, siendo mérito exclusivo del Consejo.
Fuese de quien fuese el mérito, aunque estamos convencidos de que se debió más al empeño de Galán que del Ayuntamiento, lo cierto es que por Orden 30 de diciembre de 1933 se creó la Dirección Graduada de Güímar, en la que se integró la escuela de niños n.º 1 que regentaba nuestro biografiado, quien continuó en ella hasta el 5 de septiembre de 1934, período en el que tomó la dirección de las escuelas graduadas de niños, que por entonces incluían tres secciones o aulas.
El 30 de agosto de 1933, don José Galán participó con una composición poética en la Fiesta del Árbol celebrada en Güímar y organizada por los maestros de la localidad. En el mes de septiembre inmediato también intervino con dos sonetos en la fiesta celebrada en el Teatro Leal de La Laguna, para la elección de “Miss Canarias”.
En febrero de 1934, nuestro biografiado dirigía clases nocturnas de Adultos en la escuela n.º 1 de Güímar. Asimismo, como presidente del Consejo Local de Primera Enseñanza, el 23 de abril de 1934 hizo pública una nota del mismo, en la que se reconocía la labor de los maestros que habían participado en la conmemoración de la República, difundiendo también el balance económico que supuso dicha festividad; dicha nota fue publicada en La Prensa el 26 de abril de 1934: Por la presente se hace público el reconocimiento de este Consejo a los señores maestros de las escuelas nacionales del término, por el entusiasmo con que cooperaron a las fiestas que se celebraron en esta Villa con motivo de la conmemoración de la República. Igualmente queda muy agradecido a la ayuda prestada por los señores dueños de camiones, quienes, gratuitamente, los cedieron para el transporte de alumnos de los barrios, y en general a todos los vecinos que con su aportación económica en la colecta que se efectuó y con su asistencia a los actos, decidieron la brillantez de las fiestas.
Durante su estancia en Güímar, nuestro biografiado cultivó una sincera amistad con el entonces párroco de San Pedro Apóstol, don Domingo Pérez Cáceres, antes de que éste fuese elegido deán, vicario y obispo de la Diócesis Nivariense, de grata memoria por su humanidad, tolerancia y liberalidad.
Tras cinco años en Güímar, don José pasó por concurso de traslado a la escuela nacional de niños de El Bufadero (Santa Cruz de Tenerife) (3), de la que tomó posesión en septiembre de 1934 y en la que permaneció hasta el comienzo de la Guerra Civil. El 16 de dicho mes de septiembre, el corresponsal del diario Hoy en Güímar se hacía eco de su traslado, en una breve nota titulada “Traslado de un maestro”: “Con la natural sorpresa nos hemos enterado del traslado del maestro nacional de esta Villa don José Galán Hernández a una de las escuelas de esa capital”.
En su nuevo destino continuó participando en veladas literarias, como  la celebrada el 1 de abril de 1935 en el Ateneo de La Laguna, con motivo del primer aniversario de la muerte del poeta Domingo Juan Manrique.

### Vida política
Al margen de su actividad docente y como defensor de los ideales democráticos, en junio de 1931, don José Galán fue uno de los miembros de la comisión organizadora de la Agrupación Socialista (PSOE) de Güímar, cuyo Reglamento fue presentado en el Gobierno Civil el 6 de julio inmediato, y de cuyo primer comité directivo fue elegido bibliotecario, así como presidente de la mesa de discusión, el 14 de ese mismo mes.
Asimismo, estaba afiliado a la Federación Española de Trabajadores de la Enseñanza del sindicato socialista Unión General de Trabajadores (F.E.T.E.-U.G.T.), en el que poseía el carnet n.º 15. En noviembre de 1933 ya era delegado local de dicha Federación en Güímar, cargo en el que continuaba en enero de 1934. Luego ocupó en ella otros cargos directivos: el 28 de diciembre de 1933 fue elegido vocal adjunto de la comisión ejecutiva; el 5 de abril actuó como presidente de la mesa de discusión del congreso extraordinario celebrado por dicha Federación; y, finalmente, llegó a ser secretario provincial de ella.
Fue un sindicalista beligerante, que destacó en la defensa de la reforma de la educación pública, luchando por renovar y mejorar el trabajo y las condiciones de vida de los maestros en nuestro país, así como reformar la enseñanza para que los índices de analfabetismo no fuesen tan altos. Según sus contemporáneos era el “alma mater” del sindicato y sin él no se hubiesen conseguido muchos de los logros obtenidos, por lo que ha sido considerado el principal abanderado de los cambios en la educación durante la II República.

## Obra Literaria

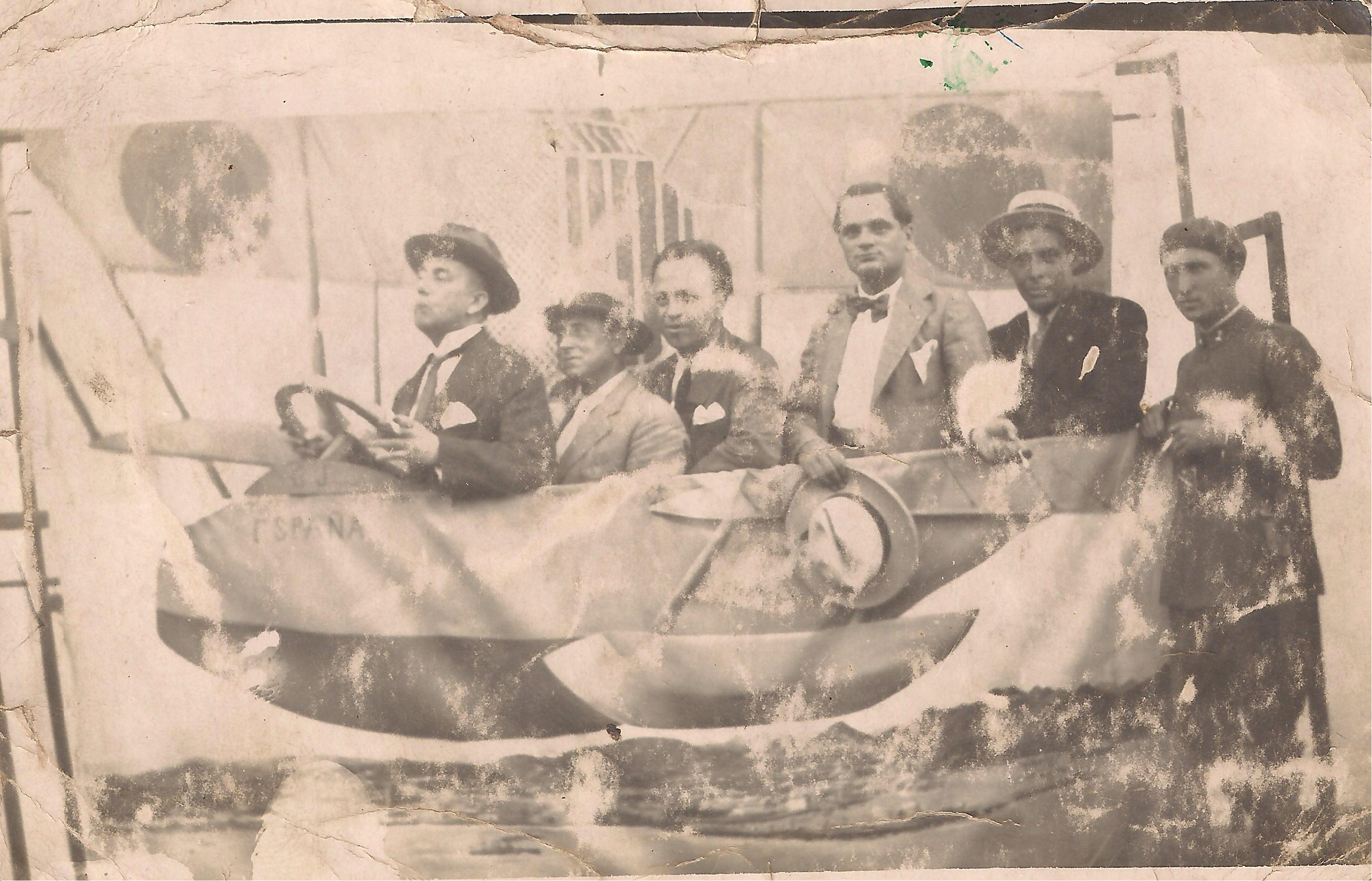
José Galán acompañado de los poetas Nijota, Manuel Verdugo y Ribot.

Afamado poeta y ensayista, por sus inquietudes literarias formó parte asiduamente de las prestigiosas tertulias poéticas de La Laguna, que tenían como máximo exponente a Manuel Verdugo.
Publicó numerosos artículos y poemas en la Voz del Magisterio Canario y otros periódicos tinerfeños de la época, donde vio la luz la mayor parte de su obra poética.
Además, en 1928 publicó la novela El del alma negra, en la colección “Novelistas Canarios” de Eduardo del Corral, editada en Santa Cruz de Tenerife, de la que salió una reseña el 4 de octubre de dicho año en Gaceta de Tenerife, bajo el título “Novelistas canarios. Publicaciones interesantes”:
Se ha dado a la publicidad un nuevo número de la editorial “Novelistas Canarios”, cuya nueva novelita se titula “El del alma negra”, de la que es autor nuestro estimado amigo el culto escritor y maestro nacional don José Galán Hernández. Esta novelita se desarrolla en un ambiente regional –como la clasifica el autor en una modesta autocrítica que sirve de prólogo al libro–, en la que se ha procurado compaginar lo ameno e interesante con una fácil soltura de lenguaje, que constituye un verdadero acierto del autor.
También, contiene la obrita unos bellos sonetos de puro ambiente canario, que se deben a la inspiración del vate tinerfeño Manuel Verdugo. Los dibujos son originales del notable artista Davó, que pone de relieve una vez más sus facultades de verdadero dibujante.
Felicitamos al autor de este nuevo libro, al que le auguramos un franco éxito.
Esta novela también fue comentada en el Diario de Avisos de La Palma el 16 del mismo mes, bajo el título “Una novela”:
Hemos recibido la 14 publicación de la editorial Iriarte, con el título de “El del alma nagra”, novela escrita por el Maestro nacional y poeta don José Galán Hernández.

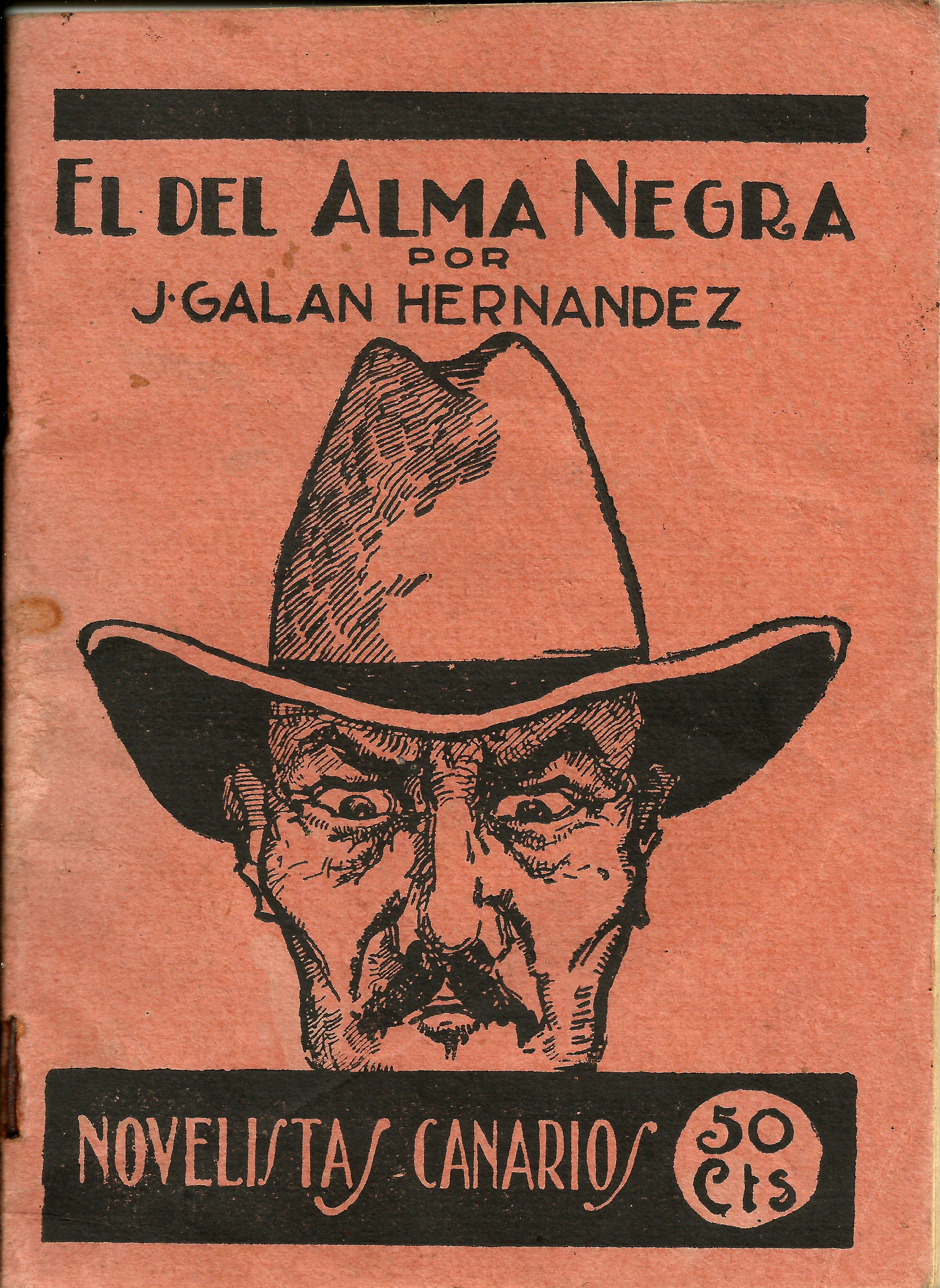
Portada de la novela escrita por José Galán, El del Alma Negra, publicada en 1928.

Es una novelita de verdadero sabor canario, donde se ve en Mariquilla el alma tierna, sacrificada y honorable de la campesina de nuestro terruño y el drama que el sencillo hogar campestre de un rincón tinerfeño se desarrolla, por el tipo repugnante del indiano rico, que quiere satisfacer sus pasiones a costa del crimen ante la virtud inexpugnable de la mujer canaria. Le siguió el poemario Troqueles, recopilación de su obra poética, publicada en 1929 por la Revista Editorial Hespérides, publicada también en Santa Cruz de Tenerife, que fue reseñado en Gaceta de Tenerife el 13 de septiembre de dicho año, con una foto del autor:
José Galán Hernández, uno de nuestros mejores poetas, ha recopilado en un tomo de versos sus más importantes trabajos.
El interesante libro, titulado “Troqueles”, saldrá hoy al público, dando ocasión a los amantes de la Literatura para saborear magníficas composiciones, de marcado sabor poético y que, sin ser de exagerada tendencia modernista –antes al contrario, con una base de seriedad clásica–, se encausan por sendas de renovación; pero renovación honrada y artística.
Seguramente, dicho poeta tinerfeño añadirá con “Troqueles” un nuevo triunfo a los que ya ha alcanzado en el campo de las Letras.
El 6 de octubre inmediato, fue ampliamente comentada en el mismo periódico por el también maestro, escritor y futuro arqueólogo, don Luis Diego Cuscoy.
Asimismo, la revista Informaciones de La Laguna reprodujo en su número 4, del 5 de enero de 1935, un poema del “libro en prensa” Rojo y Blanco, que no llegó a ver la luz, pues al parecer se perdió o lo destruyeron en la vorágine previa a la Guerra Civil. 

### Periodística
Como periodista, el Sr. Galán fue redactor corresponsal de La Región en Tacoronte en 1914 y 1915, miembro de la redacción del periódico lagunero Las Noticias (1926-1932), fundador de Obreros de la Cultura (1931), órgano de la Federación Tinerfeña de Trabajadores de la Enseñanza, y director de la revista Trabajadores de la Enseñanza (1935- 1936), órgano de la F.E.T.E.-U.G.T., sindicato de los educadores de Primaria en la provincia de Santa Cruz de Tenerife; el 25 de mayo de 1935 se le expidió el carnet de periodista, como redactor-director de esta revista, por el Gobierno Civil de la provincia. Figuró asimismo entre los colaboradores del periódico El Progreso (1921), del semanario literario Horizontes (1927), de la revista El Campo (1928), de la revista literaria ilustrada La Atlántida (1928) y del periódico Gaceta de Tenerife (1929-1930).

## Asesinato
El 1 de mayo de 1936, José Galán publicó en la revista Trabajadores de la Enseñanza la siguiente composición poética, que fue transcrita por Enrique Acosta Dorta. Como es de suponer, le traería consecuencias irreparables, costándole la muerte:

«Al camarada maestro»:
«Camarada Maestro, salud… En este día, que une a todos los hombres de origen proletario, pongamos nuestro anhelo, nuestra fé y energía juntos al sentir del pueblo, que es revolucionario… Mira que ya se inician las gloriosas jornadas que han de cambiar la faz caduca de la tierra… Que se acerca la hora de romper las espadas, de fundir los cañones, de acabar con la guerra… Coadyuva en tu esfuerzo a hundir a los tiranos, aconseja a los hombres que deben ser hermanos y expulsar en tu enseñanza al odio, a la avaricia. Y verás con orgullo en no lejana fecha que tú siempre produces la más bella cosecha, de amor entre los hombres, de paz y de justicia».'
                                                                                                                                                                                                        José Galán, 1 de mayo 1936

José Galán Hernández fue detenido el 18 de julio de 1936, al comienzo de la Guerra Civil, por su conocida ideología progresista. Se encontraba en una pequeña venta de Los Realejos conversando con unos amigos cuando fue requerido por la autoridad. Lo llevaron a Santa Cruz y lo encarcelaron en la prisión de “Fyffes”. Allí se encontró con su hermano César Galán, que, como él, había sido detenido. No sólo bastaba con encarcelarlo, sino que fue suspendido de empleo y sueldo e inhabilitado, de por vida, para ejercer el Magisterio Público (Boletín Oficial de la Provincia, comunicación 117), quedando su familia, su mujer y sus siete hijos, condenados a pasar hambre.
Tal como publicaba el 23 de septiembre Gaceta de Tenerife, don José Galán Hernández, maestro del barrio del Bufadero de la capital tinerfeña, fue uno de los maestros “Separados definitivamente de la Enseñanza, con baja en el escalafón y nulidad del título para en lo sucesivo para regentar escuelas públicas o privadas”, al haber “sido aprobada por el Excmo. señor comandante militar de la provincia, la propuesta formulada por la Junta designada por el mismo para depurar responsabilidades de los maestros por su actuación en la Enseñanza”.
Pero el ensañamiento con José Galán no terminó aquí. Los sublevados querían acabar con todos los partidarios del Frente Popular y era muy conocida la posición política de José Galán, haciendo declaraciones, abiertamente, sin cortapisas, en la prensa y en todo tipo de actos públicos. Por ello, fue sacado de la prisión el 6 de octubre de ese mismo año 1936, tal como mantiene la tradición oral, junto a casi todos los maestros que formaban la dirección de la F.E.T.E.-U.G.T., y arrojado vivo a las aguas del Atlántico (en la zona de Antequera) con las manos atadas y con un peso en los pies, donde pereció.
Lamentablemente, en el colmo del cinismo, el 7 de abril de 1937, seis meses después de su muerte, la Comisión Depuradora del Magisterio Primario de la provincia de Santa Cruz de Tenerife lo requería, junto a otros maestros, “para que en un plazo máximo de diez días a, partir de la publicación en el ‘Boletín Oficial de la provincia’, comuniquen a dicha Comisión el domicilio actual, a fin de enviarles la documentación que se estime oportuna”.
Don José Galán desapareció de la cárcel de “Fyffes” sin que a su esposa le dieran ningún tipo de explicación de lo ocurrido. Su muerte fue una más de los miles de personas que quedaron registradas como desaparecidas durante la Guerra. Por ello, doña Remedios inició un expediente con el fin de declarar fallecido a su marido, en virtud del cual el 1 de febrero de 1947 se publicó en Santa Cruz de Tenerife el siguiente edicto, con unos curiosos eufemismos, que fue reproducido el 13 de julio de dicho año en el periódico ABC:

 “Don Alfredo Pedreira Gómez, juez municipal en funciones de Primera Instancia de Santa Cruz de Tenerife y su partido. Hago saber: A los efectos dispuestos en e1 artículo 2.042 de la ley de Enjuiciamiento Civil, que por doña Remedios Pérez Hernández se ha promovido expediente sobre declaración de fallecimiento de su esposo don José Galán Hernández, de esta vecindad, el que se ausentó da la misma y desde 1936 no se ha tenido noticia alguna del mismo”. '

Después de muchas gestiones, doña Remedios Pérez logró una pensión de orfandad para sus hijos, aunque ella no constase como viuda, al no existir una fecha oficial del fallecimiento de su marido.
La familia tuvo que esperar hasta el 17 de octubre de 1999 para tener noticias de lo que realmente sucedió con don José Galán y la fecha de su vil asesinato, a través de un artículo periodístico de Francisco López Felipe:

 “El 6 de octubre de 1936 fueron arrojados vivos al mar los integrantes de la cúpula dirigente de la Federación de Maestros (FETE-UGT). De los siete que la formaban sólo se salvó Robustiano Toledo: un error de la brigada lo confundió. Los maestros asesinados fueron: Francisco Delgado, José Galán Hernández, Alfredo Medero García, Edmundo García Perdomo, Manuel Fernández Negrín, Pedro Díaz Luque y Francisco Pestano Lorenzo”. '

Tal como escribió Enrique Acosta Dorta: “Libertad es el nombre que eligieron para su hija, pero injustamente perdió las dos. Callaron la voz, pero no pudieron con sus ideales.
Hoy los defienden su familia y toda persona de bien. Ojalá esta historia real sirva para que no se vuelvan a repetir los errores del pasado”. Y como expuso al comienzo de la reseña biográfica de este “poeta en el olvido”: “Este monográfico es un homenaje a todas las personas que, como José Galán, fueron encarceladas y brutalmente asesinadas durante la Guerra Civil Española, siendo su único delito el defender unos ideales, sin más armas que la palabra”.

## Proyecto Cultural José Galán Hernández

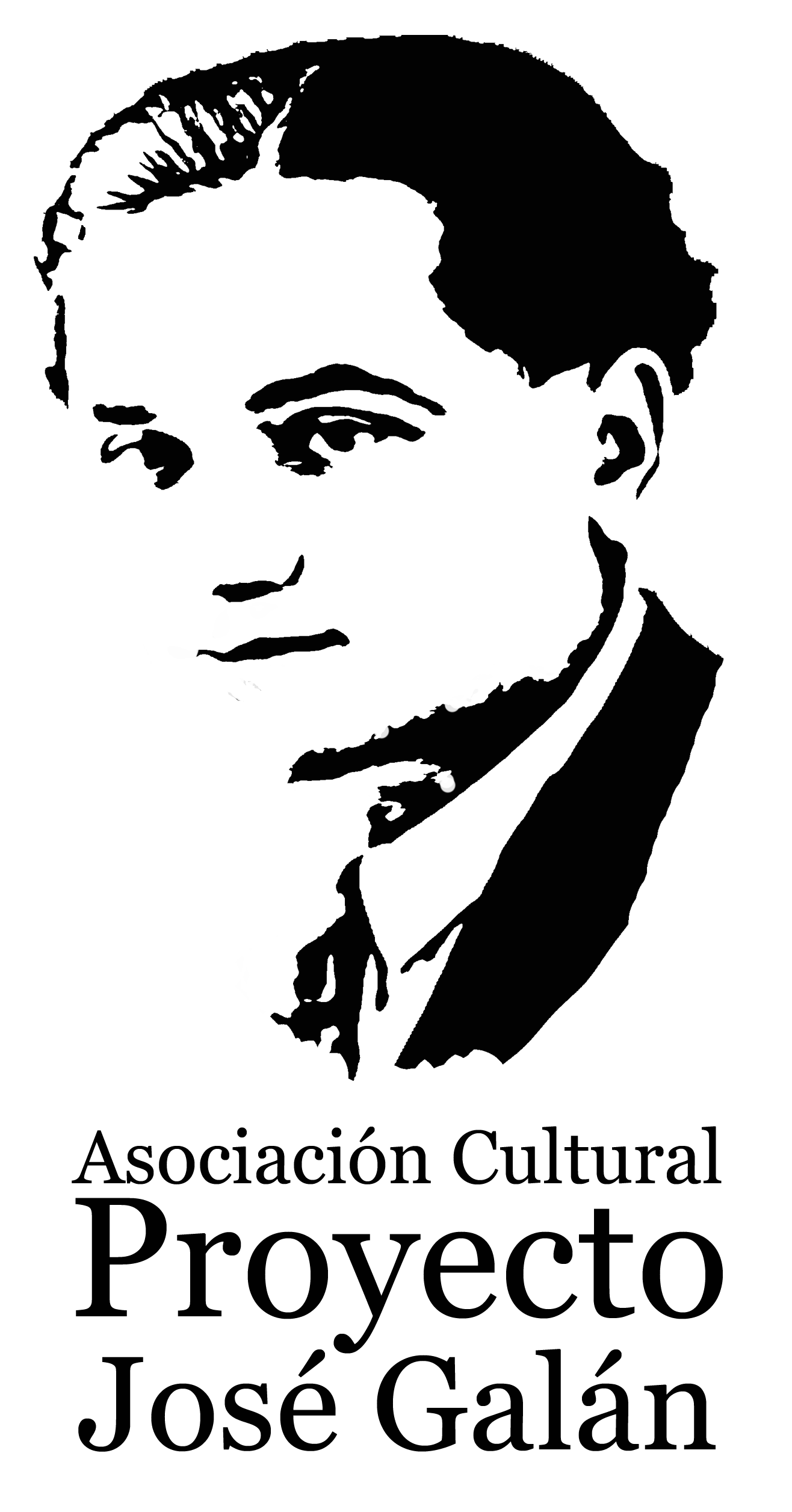
Imagen corporativa del Proyecto Cultural José Galán Hernández.

El Proyecto José Galán Hernández nace el 7 de enero de 2012, cuando un grupo de amigos del municipio de Los Realejos (Tenerife), descubren en la casa de este poeta, una historia que jamás había visto la luz en 76 años. Natalia Álvarez Hernández, Alfredo Acosta y Adjomar González, son estos, quienes deciden después de tantos años, dar a conocer quién fue José Galán Hernández, que lugar llegó a alcanzar en la sociedad de principios del siglo XX, su obra literaria y el desenlace fatal que lo llevó a morir tras el comienzo de la guerra civil española en 1936. 
Este grupo de amigos, comienzan a investigar sobre este maestro y poeta del cual tienen las primeras informaciones por parte de uno de sus componentes, Alfredo Acosta, pues es él, quien tiene lazo familiar con nuestro protagonista.
El día 5 de abril, se descubrió una placa conmemorativa en la fachada de la última casa de José Galán Hernández antes de su asesinato por parte del Excmo. Ayuntamiento de Los Realejos, quién además en este mismo mes, se le concede a título póstumo una calle, plaza o parque de este municipio. También el Excmo. Ayto. de la Ciudad de Güímar rindió homenaje a D. José Galán Hernández por su labor en este municipio del sur de Tenerife. Además del acto celebrado en la Casa de la Cultura donde se procedió a la lectura de su biografía también se inauguró una placa en su honor en el patio interior del Ayuntamiento, el 25 de abril de 2014.
Después de unos meses en los que el Proyecto no ha dejado de trabajar internamente y es en noviembre cuando se aprueba por unanimidad el expediente de honores y distinciones en el municipio natal de D. José Galán Hernández, Tacoronte, con el fin de ponerle su nombre a una calle o plaza de esta ciudad tinerfeña.